# Culpa mía
Culpa mía es una película romántica juvenil española de 2023 dirigida por Domingo González, basada en el libro superventas homónimo de Mercedes Ron.

## Sinopsis
Noah (Nicole Wallace) deja su ciudad de origen para irse a vivir a la mansión de William Leister (Iván Sánchez), el nuevo marido de su madre Rafaella (Marta Hazas). Allí conoce a su nuevo hermanastro Nick (Gabriel Guevara), cuyas personalidades chocan desde el primer momento, pero la atracción que sienten les llevará a vivir una relación prohibida, donde el carácter rebelde y atormentado de cada uno de ellos pondrá del revés sus mundos haciendo que acaben perdidamente enamorados. El hobbie prohibido de Nick, las carreras ilegales, ponen en la mira de sus rivales a Noah, cuyo padre biológico (Iván Massagué) también practicaba antes de entrar en la cárcel.

## Reparto
- Nicole Wallace como Noah Morán
- Gabriel Guevara como Nick Leister
- Marta Hazas como Rafaella Leister
- Iván Sánchez como William Leister
- Eva Ruíz como Jenna
- Víctor Varona como Lion
- Fran Berenguer como Ronnie
- Iván Massagué como Jonás Morán Lago
- Eve Ryan como Betty
- Lucas Nabor como Mario
- Noah Casas como Maggie
- Pablo Riguero como Dan
- José Palacios como Maik
- Anastasia Russo como Noah (de pequeña)

## Antecedentes y producción
La película se trata de una adaptación del bestseller Culpa mía de la escritora argentina-española Mercedes Ron, enmarcado dentro de la trilogía Culpables. La novela alcanzó su popularidad gracias a la plataforma de Wattpad antes de ser convertida en libro.
La adaptación a película fue anunciada en mayo de 2022 con la producción de Pokeepsie Films en conjunto con Amazon Prime Video (como distribuidora), siendo sus productores Álex de la Iglesia y Carolina Bang. Un mes más tarde, se anunciaron a Nicole Wallace y Gabriel Guevara como protagonistas de la cinta, interpretando a Noah y Nick.